# Układ o współpracy patentowej

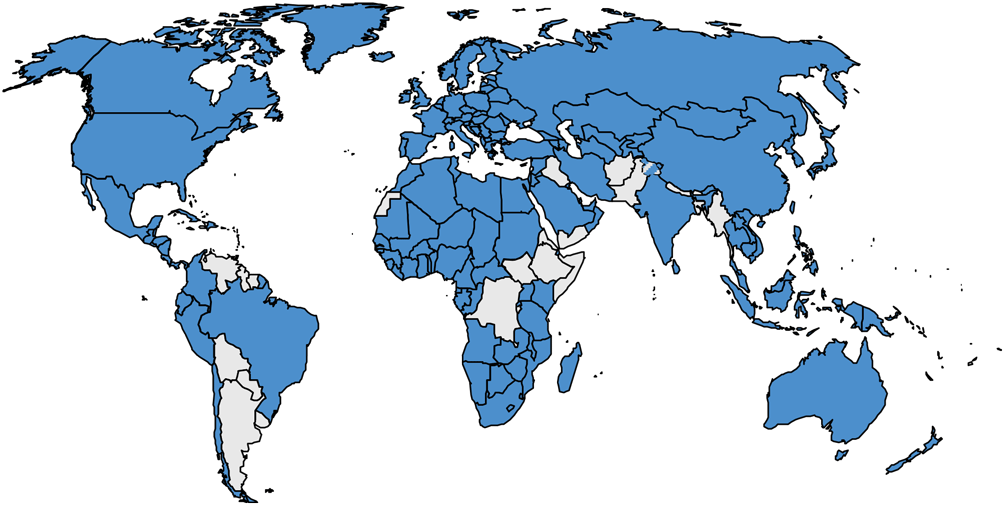
Strony Układu w 2017 r.

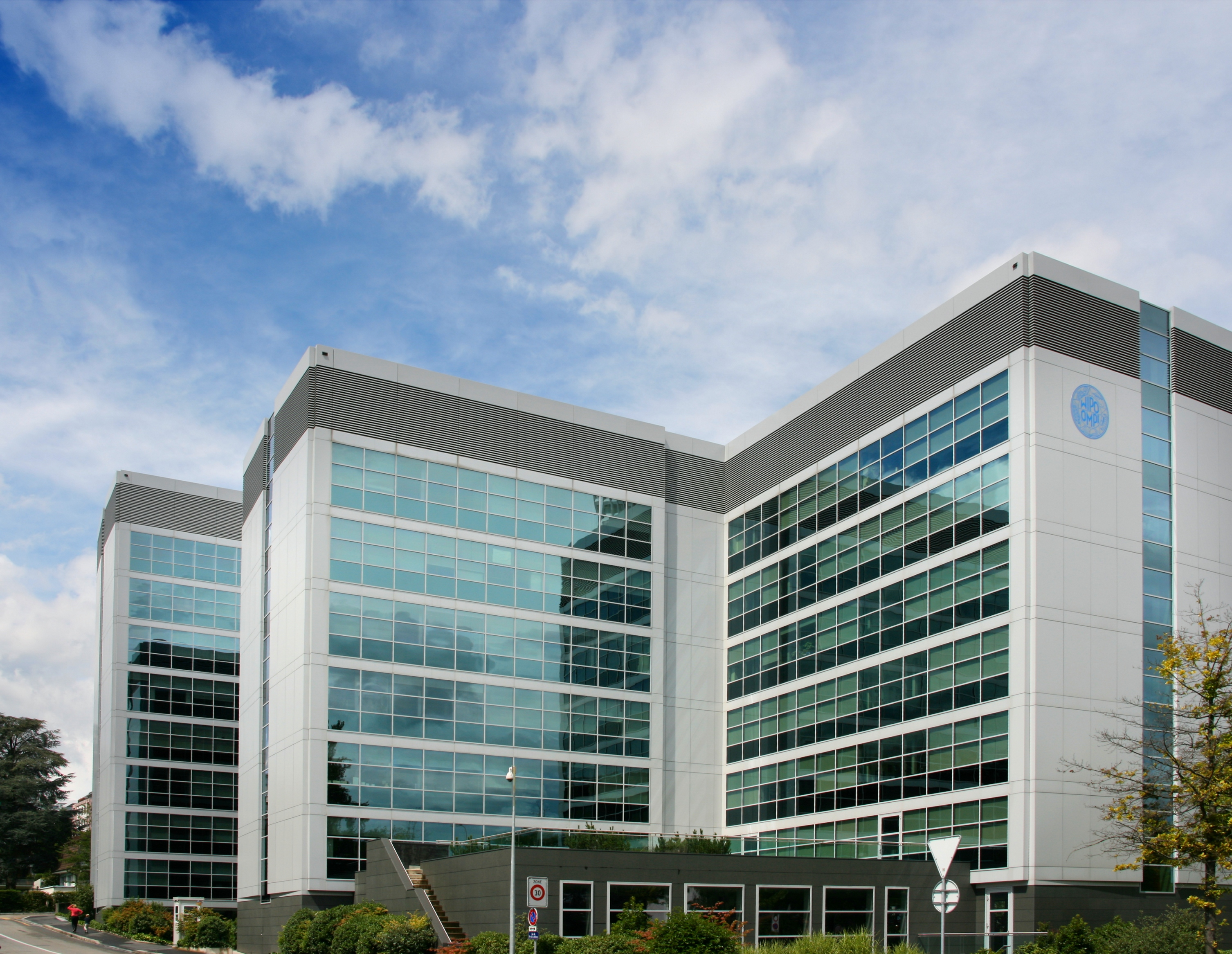
Budynek PCT przy WIPO w Genewie

Układ o współpracy patentowej, PCT (ang. Patent Cooperation Treaty, fr. Traité de coopération sur les brevets) – międzynarodowa konwencja podpisana 19 czerwca 1970 roku w Waszyngtonie przez 18 państw założycielskich. Obecnie (2019) do układu należą 153 państwa, przy czym stronami układu mogą być jedynie państwa, które ratyfikowały paryską konwencję o ochronie własności przemysłowej z 20 marca 1883 (art. 62). Polska ratyfikowała PCT 25 grudnia 1990.
Układ spisano w językach miarodajnych angielskim i francuskim (art. 67), depozytariuszem jest Dyrektor Generalny WIPO (art. 68). Spory rozstrzyga Międzynarodowy Trybunał Sprawiedliwości, chyba że strony postanowią inaczej (art. 59). 
Układ umożliwia uzyskiwanie patentów w państwach stronach układu w uproszczonym systemie opartym na jednym zgłoszeniu patentowym (tak zwanym zgłoszeniu międzynarodowym). 
Historia zgłoszenia patentowego zgodnie z PCT (zgłoszenia międzynarodowego) dzieli się na dwie fazy: fazę międzynarodową, prowadzoną przez określone urzędy patentowe (między innymi: australijski, amerykański, chiński, europejski, japoński, kanadyjski, rosyjski), oraz fazy krajowe prowadzone oddzielnie we wszystkich krajach, w których uprawniony zamierza uzyskać patent. Podczas fazy międzynarodowej zgłoszenie jest najpierw przekazywane do Międzynarodowego Organu Poszukiwań (International Search Authority – ISA), który sporządza raport wskazujący na wynalazki zbliżone do wynalazku zgłaszanego, a następnie podlega badaniu przez Międzynarodowy Organ Badań Wstępnych (International Preliminary Examination Authority – IPEA). Faza międzynarodowa kończy się zwykle po upływie 30 miesięcy od daty pierwszego zgłoszenia wynalazku, po czym należy rozpocząć oddzielne fazy krajowe w państwach wnioskowanej ochrony lub regionalne przed regionalnymi organizacjami patentowymi. Przykładem może tu być procedura EuroPCT, w której Europejski Urząd Patentowy działa najpierw w fazie międzynarodowej jako organ PCT, a następnie w fazie regionalnej jako urząd regionalny.
Ponieważ uprawnionych do działania w charakterze ISA i IPEA jest jedynie kilka urzędów patentowych o wysokim standardzie pracy, zgłaszający może znacznie lepiej oszacować wartość rynkową wynalazku, a także swoje szanse na uzyskanie patentów. Korzystne jest także odłożenie zasadniczych wydatków dalszej procedury zgłoszeniowej w czasie, co pozwala na ich pokrycie przychodami uzyskanymi na przykład ze sprzedaży wynalazków.
W Polsce ochronę przysługującą na mocy PCT można uzyskać za pośrednictwem Urzędu Patentowego Rzeczypospolitej Polskiej.